# Structural Damage
Structural Damage è il quinto album della Steve Morse Band, pubblicato nel 1995.

## Tracce
Musiche di Steve Morse, Dave LaRue, Van Romaine.
1. Sacred Ground – 3:53
2. Good to Go – 3:49
3. Dreamland – 5:04
4. Barbary Coast – 3:39
5. Smokey Mtn. Drive – 4:07
6. Slice of Time – 3:56
7. Native Dance – 3:22
8. Just Out of Reach – 4:06
9. Rally Cry – 4:01
10. Structural Damage – 4:38

## Formazione
- Steve Morse – chitarra
- Dave LaRue – basso
- Van Romaine – batteria